# The Acacia Strain
O The Acacia Strain é uma banda de deathcore de Chicopee, Massachusetts, formada no ano de 2001. Desde a sua formação a banda passou por inúmeras alterações, tanto de membros, que resultou no vocalista Vincent Bennett sendo o único membro original, como de gravadora, que agora assina com a Rise Records, bem como o The Acacia Strain faz parte do atual movimento djent.

## Membros
Atuais
- Vincent Bennett - vocal (2001 - presente)
- Kevin Boutot - bateria, percussão (2005 - presente)
- Jack Strong - baixo, vocal de apoio (2006 - presente)
- Devin Shidaker - guitarra (2013 - presente)
- Richard Gomez - guitarra (2013 - presente)

Anteriores
- Karrie Whitfield - baixo (2001 - 2003)
- Ben Abert - bateria, percussão (2001 - 2004)
- Christopher Daniele - guitarra (2001 - 2005)
- Daniel Daponde - guitarra (2001 - 2006)
- Daniel "DL" Laskiewicz - guitarra, vocal de apoio (2001 - 2013)
- Jeanne Sagan - baixo (2003)
- Seth Coleman - baixo (2004 - 2006)

## Discografia
Álbuns de estúdio
- ...And Life Is Very Long (2002)
- 3750 (2004)
- The Dead Walk (2006)
- Continent (2008)
- Wormwood (2010)
- Death Is the Only Mortal (2012)

EPs
- Money For Nothing (2013)
- Above/Below (2013)